# Kritaturus rucabus
Kritaturus rucabus är en kvalsterart som beskrevs av Cook 1983. Kritaturus rucabus ingår i släktet Kritaturus och familjen Aturidae. Inga underarter finns listade i Catalogue of Life.